# Casinaria forcipata
Casinaria forcipata là một loài tò vò trong họ Ichneumonidae.